# Nandaime
Nandaime is een gemeente in Nicaragua in het departement Granada. De gemeente ligt ongeveer 70 km ten zuiden van Managua. De gemeente (municipio) telde 40.500 inwoners in 2015, waarvan ongeveer 45 procent in urbaan gebied (área de residencia urbano) woont.

## Toponymie
De naam Nandaime komt van het woord "Nanda" dat beek of stroom betekent in het Chorotega en het woord "Ima" dat overvloed betekent. Nandaime betekent dus "Plaats van de overvloedige stromen".

## Stedenband
- Diemen (Nederland)